# Caroline Yale
Pour les articles homonymes, voir  Yale.
Caroline Yale (29 septembre 1848, Charlotte, Vermont – 2 juillet 1933, Northampton, Massachusetts) est une éducatrice américaine pour les sourds.
Elle a été présidente de la Clarke School for the Deaf.
Le cratère vénusien Yale a été nommé en son honneur.

## Publications
- Formation and Development of Elementary English Sounds (1892)
- Sense training exercises for use in schools for the deaf (1925)
- Years of Building: Memories of a Pioneer in a Special Field of Education (autobiographie, 1931)